# Myzopoda
Myzopoda là một chi động vật có vú duy nhất trong họ Myzopodidae, đặc hữu của Madagascar. Chi này được Milne-Edwards & Grandidier miêu tả năm 1878. Loài điển hình của chi này là Myzopoda aurita (Milne-Edwards & Grandidier, 1878).

## Các loài
Chi này gồm các loài:
- - Myzopoda aurita Milne-Edwards & Grandidier, 1878
  - Myzopoda schliemanni Goodman, Rakotondraparany & Kofoky, 2006